# Christian Langer (Volleyballspieler)
Christian Langer (* 5. März 1977) ist ein deutscher Volleyballspieler.

## Karriere
Langer spielte bis 2007 beim VC Leipzig. Da der Verein insolvent wurde, wechselte der Mittelblocker zum Bundesliga-Aufsteiger VC Bad Dürrenberg/Spergau (heute Chemie Volley Mitteldeutschland).